# Фінал Кубка Нідерландів з футболу 2024
Фінал Кубка Нідерландів з футболу 2024 (нід. Finale KNVB Beker 2024) — фінальний матч 106-го розіграшу Кубка Нідерландів. Гра відбулась 21 квітня 2024 року на стадіоні «Де Кейп» у Роттердамі. У матчі зустрінуться «Феєнорд» та НЕК. Для «Феєнорда» ця участь у фіналі Кубка Нідерландів стала 18-ю і першою з 2018 року. Натомість для НЕКа — це був 5-й фінал, де востаннє команда грала 2000 року. Це була друга зустріч між «Феєнордом» і НЕКом у фіналах Кубка Нідерландів (перша — 1994 року) і п'ята загалом в рамках турніру.
Головним арбітром був Сердар Гезюбююк. Гру наживо змогли побачити 42 140 глядачів. «Феєнорд» переміг з рахунком 1–0 завдяки голу Ігора Пайшана на початку другого тайму. Для «Феєнорда» цей титул став 14-м виграним Кубком Нідерландів (більше перемог лише в «Аякса» — 20 трофеїв). НЕК програв свій 5-й фінал Кубка з 5-ти, в яких брав участь (1973, 1983, 1994, 2000 і 2024).
Матч транслювали на телеканалі ESPN.

## Шлях до фіналу

### «Феєнорд»
| Раунд                                 | Суперник      | Результат |
| ------------------------------------- | ------------- | --------- |
| 2                                     | Утрехт (д)    | 2–1       |
| 1/16                                  | ПСВ (д)       | 1–0       |
| 1/4                                   | АЗ (д)        | 2–0       |
| 1/2                                   | Гронінген (д) | 2–1       |
| Позначки: (д) = вдома; (г) = в гостях |               |           |

«Феєнорд» розпочав змагання з другого раунду, де його суперником став клуб Ередивізі «Утрехт». 20 грудня 2023 року у домашньому матчі на «Де Кейп» «Феєнорд» переміг з рахунком 2–1 завдяки голам Калвіна Стенгса і Ігора Пайшана, а за команду гостей єдиний м'яч забив Тейлор Бут. У матчі 1/16 фіналу команда зустрічалась вдома з представником Ередивізі ПСВ, а гра відбулась 7 січня 2024 року. Матч закінчився мінімальною перемогою господарів 1–0: на 31-й хвилині єдиний гол забив Квінтен Тімбер.
У чвертьфінальному матчі суперником «Феєнорда» став клуб Ередивізі АЗ, а поєдинок відбувся 7 лютого на «Де Кейп». «Феєнорд» переміг з рахунком 2–0, а за команду голи забили Лютсарел Гертрейда і Барт Ньївкоп. У півфіналі команда вдома приймала клуб Ередивізі «Гронінген», а гра відбулась 29 лютого. Гості вийшли уперед на 31-й хвилині гри після голу Ларуша Дуарте, а у другому таймі, спочатку Давід Ганцко зрівняв рахунок в матчі, а потім Ондржей Лінгр забив переможний гол «Феєнорда» (2–1). Таким чином команда вийшла у фінал Кубку Нідерландів вперше з 2018 року.

### НЕК
| Раунд                                 | Суперник          | Результат |
| ------------------------------------- | ----------------- | --------- |
| 1                                     | Рода (д)          | 5–3       |
| 2                                     | ГВВВ (г)          | 6–1       |
| 1/16                                  | Гоу Егед Іглз (д) | 2–1       |
| 1/4                                   | АДО Ден Гаг (д)   | 3–0       |
| 1/2                                   | Камбюр (г)        | 2–1 (дч.) |
| Позначки: (д) = вдома; (г) = в гостях |                   |           |

НЕК розпочав змагання з першого раунду проти «Роди» з Ерстедивізі, яка відбулась вдома 2 листопада 2023 року на «Гоффертстадіоні». НЕК здобув перемогу 5–3, а м'ячами відзначились Магнус Маттссон, Барт ван Рой, Мес Гудемакерс і Робер, який зробив дубль. У другому раунді їхнім суперником став клуб ГВВВ з Тведе Дивізі, а гра відбулась 20 грудня на виїзді на «Пангейс». НЕК переміг з рахунком 6–1, а голи за команду забили: Маттссон, Дірк Пропер, Елаїс Тавшан, Кокі Оґава і двічі Робер. У 1/16 фіналу НЕК вдома приймав клуб Ередивізі «Гоу Егед Іглз», а поєдинок відбувся 17 січня 2024 року. Команда здобула перемогу 2–1 завдяки голам Оґави та Сая ван Вермескеркена.
У чвертьфіналі, 6 лютого, НЕК в домашньому матчі зустрічався з представником Ередивізі «АДО Ден Гаг». НЕК переміг 3–0, а голи забили Оґава, Пропер і Тьяронн Шері. У півфінальному матчі, що відбувся 27 лютого, команда грала на виїзді з клубом Ерстедивізі «Камбюр» на однойменному стадіоні. На 24-й хвилині Робертс Улдрікіс вивів господарів вперед, але у другому таймі Оґава рахунок зрівняв. У додатковий час перемогу НЕКу приніс влучний удар Кодаї Сано, що вивів команду у фінал Кубка Нідерландів уперше з 2000 року.

## Матч

### Перебіг матчу
Гравці «Феєнорда» Квіліндсхі Гартман, Матс Віффер і Дживай Зехіел не змогли взяти участь у матчі через травми. У НЕКа через ушкодження був відсутній Івандро Боржес Саншеш, а Бас Дост пропускав гру через стан здоров'я.
Підопічні Рогіра Меєра захопили ініціативу з перших хвилин гри і мали першу хорошу нагоду, щоб відкрити рахунок. Вже 8-й хвилині м'яч після удару головою Юрі Баса з передачі Барта ван Роя відбив воротар «Феєнорда» Тімон Велленройтер. На 13-й хвилині Кодаї Сано пробив ударом з-за меж штрафного майданчика, але м'яч пролетів повз ворота. На 15-й хвилині гра була тимчасово припинена через погану видимість від використання феєрверків вболівальниками НЕКа, втім гравці залишлись на полі. Після того як гра поновилась на 29-й хвилині Тьяронн Шері забив гол після комбінації на лівому фланзі, але взяття воріт було скасавано через офсайд. Після цього з'явилася хороша нагода для гравців «Феєноорда», коли на 32-й хвилині Раміз Зеррукі небезпечно пробив з середини штрафного.

### Деталі
| 21 квітня 2024 18:00 UTC+2 |

| Феєнорд    | 1–0      | НЕК |
| ---------- | -------- | --- |
| Пайшан 56' | Протокол |     |

| «Де Кейп», Роттердам Глядачів: 42 140 Арбітр: Сердар Гезюбююк |

| Феєнорд | НЕК |

| В                | 22 | Тімон Велленройтер     |          |     |
| ЗХ               | 2  | Барт Ньївкоп           |          | 76' |
| ЗХ               | 33 | Давід Ганцко           |          |     |
| ЗХ               | 3  | Томас Белен            |          |     |
| ЗХ               | 4  | Лютсарел Гертрейда (к) |          |     |
| ПЗ               | 6  | Раміз Зеррукі          |          | 84' |
| ПЗ               | 8  | Квінтен Тімбер         | 90+8'    |     |
| ПЗ               | 10 | Калвін Стенгс          |          | 87' |
| ЛВ               | 14 | Ігор Пайшан            |          | 67' |
| НП               | 29 | Сантьяго Хіменес       |          | 75' |
| ПВ               | 19 | Янкуба Мінте           | 71', 72' |     |
| Запасні:         |    |                        |          |     |
| В                | 1  | Джастін Бейло          |          |     |
| В                | 31 | Костас Лампру          |          |     |
| ЗХ               | 15 | Маркос Лопес           |          |     |
| ЗХ               | 28 | Гернот Траунер         |          | 76' |
| ПЗ               | 16 | Томас ван ден Белт     |          |     |
| ПЗ               | 27 | Антоні Міламбо         |          |     |
| ПЗ               | 32 | Ондржей Лінгр          |          |     |
| НП               | 25 | Лео Сауер              |          |     |
| НП               | 7  | Аліреза Джаганбахш     |          | 87' |
| НП               | 9  | Аясе Уеда              |          | 75' |
| НП               | 17 | Лука Іванушець         |          | 81' |
| Головний тренер: |    |                        |          |     |
| Арне Слот        |    |                        |          |     |

| В                | 1  | Яспер Сіллессен   |     |       |     |
| ЗХ               | 24 | Келвін Вердонк    | 67' |       |     |
| ЗХ               | 17 | Брам Нейтінк      |     |       |     |
| ЗХ               | 3  | Філіпп Сандлер    |     |       |     |
| ЗХ               | 28 | Барт ван Рой      |     | 90+4' |     |
| ПЗ               | 24 | Дірк Пропер       |     |       |     |
| ПЗ               | 8  | Мес Гудемакерс    |     | 66'   |     |
| ПЗ               | 5  | Юрі Бас           |     | 66'   |     |
| ПЗ               | 9  | Тьяронн Шері      |     |       |     |
| ПЗ               | 23 | Кодаї Сано        |     | 87'   |     |
| НП               | 18 | Кокі Оґава (к)    |     | 66'   |     |
| Запасні:         |    |                   |     |       |     |
| В                | 22 | Робін Руфс        |     |       |     |
| В                | 2  | Рейк Янсе         |     |       |     |
| ЗХ               | 18 | Браянн Перейра    |     | 90+4' |     |
| ЗХ               | 21 | Длеану Артс       |     |       |     |
| ЗХ               | 4  | Матіас Росс       |     |       |     |
| ПЗ               | 32 | Нільс Россен      |     |       |     |
| ПЗ               | 14 | Ларс Олден Ларсен |     |       |     |
| ПЗ               | 20 | Лассе Шене        |     | 87'   |     |
| НП               | 11 | Робер             |     | 66'   |     |
| НП               | 10 | Сонтьє Гансен     |     | 66'   | 68' |
| НП               | 19 | Сілла Соу         |     | 66'   |     |
| Головний тренер: |    |                   |     |       |     |
| Рогір Меєр       |    |                   |     |       |     |

| Асистенти головного арбітра: Ервін Зейнстра Йоган Балдер Четвертий арбітр: Єрун Мансхот Відеоасистент арбітра: Пол ван Букел Асистенти відеоасистента арбітра:: Патрік Інія | Регламент матчу - 90 хвилин основного часу. - 30 хвилин овертайму у разі потреби. - Післяматчеві пенальті у разі потреби. - Дев'ять запасних з кожної сторони. - Максимум п'ять замін, шоста допускається тільки у додатковий час. |

### Статистика матчу
| Статистика       | Феєнорд | НЕК  |
| ---------------- | ------- | ---- |
| Голів            | 1       | 0    |
| Всього ударів    | 16      | 13   |
| Ударів в площину | 10      | 5    |
| Володіння м'ячем | 54 %    | 46 % |
| Кутових          | 3       | 3    |
| Фолів            | 14      | 13   |
| Офсайдів         | 2       | 1    |
| Жовтих карток    | 3       | 2    |
| Червоних карток  | 1       | 0    |
| Сейвів           | 5       | 9    |